# Training mit Hinako
Training mit Hinako (jap. いっしょにとれーにんぐ TRAINING WITH HINAKO, Issho ni Torēningu ~, dt. „Training zusammen: Training mit Hinako“) ist eine Original Video Animation, die am 24. April 2009 in Japan veröffentlicht wurde und eine Fitnesstraining-Thematik besitzt, die zugleich die Hauptdarstellerin Hinako dabei voyeuristisch präsentiert.

## Handlung
In dem Anime wird Hinako durch einen mysteriösen Umstand durch den Fernseher hindurch in eine Animefigur verwandelt, die sich zunächst selbst bei dem Zuschauer über diesen Umstand beschwert, ihn aber schnell als gegeben akzeptiert und sich in ihrer Rede direkt an den Zuschauer wendet. Dabei stellt sie fest, dass sowohl sie als auch der Zuschauer wohl ein paar Kilogramm zu viel auf den Rippen haben, und will ihn so zum gemeinsamen Training animieren. Während des Trainings zielt der Anime bewusst darauf ab, die erotisch wirkenden Übungen aus „interessanten“ Kamerawinkeln zu betrachten.

## Entstehung und Veröffentlichungen
Entsprechend einem Interview der GyaO Trend News mit Produzent Muneshige Nakagawa, bezeichnete Nakagawa Issho ni Training: Training with Hinako als „erste Fitnesstrainings-Animation“. So soll er das Projekt vor mehr als einem Jahr geplant haben, welches er selbst als ein großes Risiko einschätzte, da bisher „niemand dumm genug gewesen sei, dies zu tun“. Die eigentliche Animation der 24-minütigen OVA, die Nakagawa im Studio Hibari im Auftrage seines dafür selbst gegründeten Unternehmens Primastea anfertigen ließ, soll hingegen nur etwa 3 Monate in Anspruch genommen haben und vom Januar bis März 2009 erfolgt sein. Regie führte dabei Iku Suzuki, der zuvor Serien wie Happy Lesson oder DearS umgesetzt hatte. Das Charakterdesign wurde von Ryōko Amisaki entworfen, während sich Katsuhiro Haji um die künstlerische Gestaltung kümmerte. Die Vertonung übernahm unterdessen Dax Production.
Der Name der Synchronsprecherin (Seiyū) ist unbekannt.
In Japan wurde die OVA am 24. April 2009 auf DVD zu einem Preis von 2.100 Yen veröffentlicht. Dabei ist anzumerken, dass 10 Minuten auf die eigentliche Handlung entfielen und die verbleibenden 14 Minuten Bonus-Material darstellten.
Ab dem 20. November 2009 wurde der Handy-Manga Issho ni Training: Keitai Manga (いっしょにとれーにんぐ けーたいまんが) veröffentlicht. Am selben Tag erschien ebenfalls das 47-seitige Artbook Motto Issho ni Training: Hinako no Hon (もっといっしょにとれーにんぐ ひなこのほん; ISBN 978-4-86191-575-8) beim Verlag Byakuya Shobō.
Am 6. August 2010 wurde eine Anwendung zu Issho ni Training for Android (いっしょにとれーにんぐ for Android) für den Android Market veröffentlicht. Mit dieser soll der Benutzer die entsprechenden Trainingseinheiten durchführen, während die Anwendung mit Hilfe der vorausgesetzten Berührungs- und Beschleunigungssensoren des Mobiltelefons versucht die Animationen von Hinako an die Bewegungen des Nutzers anzupassen. Die Anwendung liegt neben Japanisch auch teilweise in englischer Sprache vor. Eine illegal vertriebene Fassung davon wurde mindestens ab Februar 2011 auch benutzt, um einen Handyvirus zu verbreiten, was der erste derartige Fall in Japan war.
Das Anime-Label Kazé Deutschland gab am 21. Januar 2011 bekannt, die Rechte an der OVA erworben zu haben und veröffentlichte diese am 29. April 2011 in Deutschland auf DVD unter dem Titel Training mit Hinako. Die deutsche Sprachfassung wurde von TV+Synchron Berlin produziert mit Marianne Graffam in der Rolle der Titelheldin.

## Fortsetzungen

### Im Bett mit Hinako
Am 11. Februar 2010 folgte die Fortsetzung Issho ni Sleeping: Sleeping with Hinako (いっしょにすりーぴんぐ SLEEPING WITH HINAKO, Issho ni Surīpingu ~), bei der man der Hauptdarstellerin beim Zubettgehen und Schlafen zusehen kann. Der Produktionsstab blieb gleich, außer dass die Regie von Shin’ichirō Kimura übernommen wurde, und zuvor in dieser Position für Maburaho, Fight Ippatsu! Jūden-chan!! und Karin verantwortlich war. Die Laufzeit beträgt 40 Minuten.
Das Anime-Label Kazé gab am 21. Januar 2011 bekannt, auch die Rechte an dieser OVA erworben zu haben und veröffentlichte diese ebenfalls, zusammen mit Training mit Hinako, am 29. April 2011 in Deutschland auf DVD unter dem Titel Im Bett mit Hinako. Die deutsche Synchronfassung wurde von TV+Synchron Berlin hergestellt, wiederum mit Marianne Graffam in der Titelrolle. Für die Synchronregie war Renée Eigendorff verantwortlich.

### Im Bad mit Hinako
Am 24. Dezember 2010 folgte mit Issho ni Training 026: Bathtime with Hinako & Hiyoko (いっしょにとれーにんぐ026 BATHTIME WITH HINAKO&HIYOKO), wobei 026 als Ofuro („Bad“) gelesen wird, eine weitere Fortsetzung. Wie der Name bereits andeutet, verlagert sich die Handlung derart, dass Hinako beim „Training im Bad“ beobachtet wird. Dabei stellt sie vier verschiedene Übungen vor, in die der Betrachter direkt angesprochen wird, bevor die jüngere, neu hinzugekommene Hiyoko ebenfalls das Bad betritt. Dabei kommt es zu einer kleineren Auseinandersetzung mit der vollbusigen Hinako, da Hiyoko sie um ihre Oberweite beneidet und selbst einen eher kindlichen, zierlichen Körperbau besitzt. Hiyoko spielt dabei diesen Umstand als überschüssiges Fett hinunter und muss sich erst einmal an die Situation gewöhnen, dass sich eine zusätzliche Person, der Zuschauer, ebenfalls im Bad befindet. Anschließend folgt das in Japan übliche Waschen vor dem Badegang, wobei beide sich gegenseitig „behilflich“ sind. Zum Ende nehmen beide noch ein heißes Bad, bevor sie sich vom Zuschauer verabschieden und die DVD nach 25 Minuten endet.
Laut den Angaben des Produzenten sei der Anime dazu gedacht, in der Badewanne sitzend betrachtet zu werden, weshalb neben der Veröffentlichung auf DVD auch eine Sonderausgabe mit zusätzlicher microSD-Karte angeboten wurde, um sich den Film mittels eines 1seg-fähigen Gerätes (z. B. Mobiltelefone) im Bad ansehen zu können.
Kazé lizenzierte auch den dritten Teil und veröffentlichte diesen am 26. Juli 2013. Hinako wird nun von Nicole Hannak gesprochen und Neuzugang Hiyoko von Jodie Blank.

## Rezeption
Obwohl die Produktion von Issho ni Training laut Aussage des Produzenten ein Wagnis war, kam die Trainingsanimation sehr gut an und es wurden in weniger als zwei Wochen mehr als 10.000 Kopien verkauft. Damit erreichte Issho ni Training: Training with Hinako in der Woche vom 27. April bis zum 3. Mai 2009 den 12. Platz der japanischen DVD-Charts, die von Oricon herausgegeben werden und blieb 9 Wochen in diesen.